# Israel Adesanya
Israel Mobolaji Adesanya (Lagos, 1989. július 22. –) nigériai születésű, új-zélandi MMA (kevert harcművészetek) harcos, kickboxos, és ökölvívó, valamint lila öves brazil jiu-jitsuban. Korábban a Glory Kickboxing középsúlyú versenyzője és a King in the Ring szervezet kétszeres Cruiserweight (egy kickboxos súlycsoport 82 és 88 kiló között) bajnoka és nehézsúlyú bajnoka. Jelenleg a UFC harcosa és középsúlyú bajnoka.

## Háttér
Adesanya Nigériában, Lagosban született. Jómódú családból származik, 5 testvér közül ő a legidősebb. Elmondása szerint gyakran voltak náluk fizetett dadusok, akik segítettek a gyerekekre való vigyázásban. Fiatal korában egy rövid időre elkezdett Tae Kwon Do-zni, de miután egyszer edzésen eltörte a kezét, édesanyja ragaszkodott hozzá, hogy fejezze be ezt a sportot. Mikor Adesanya 13 éves volt, családjával Új-Zéland költöztek, Rotorua városba. Édesapja azért ragaszkodott a költözéshez, hogy jobb tanulmányi lehetőségei legyenek a gyerekeinek. Először az Amerikai Egyesült Államok volt a cél, de a 2001-es katasztrófa miatt Új-Zéland több okból is célszerűbbnek bizonyult. Itt Adesanya a Rotorua-i fiú középiskolába járt. Adesanya több helyen is elmondta (mint pl, az MMA Hour-on), hogy gyakran bántották verbálisan, többször a bőrszíne miatt. Adesanya gyakran érezte egyedül és kitaszítottnak magát. 18 évesen egy akkoriban új film, a Ong-Bak hatására elkezdett Kickboxolni. Ahhoz képest, hogy szinte semmilyen korábbi tapasztalata nem volt, 6 hét edzés után már meg is volt az első harca. Adesanya amatőr kickbox mérlege 32-0. 
21 éves korában Aucklandbe költözött, ahol a City Kickboxingnál kezdett el edzeni, ahol más híres harcosok is edzenek, mint például Kai Kara-France vagy a szintén UFC-ben harcoló Dan Hooker. Jelenleg is ott edz, fő edzője pedig Eugene Bareman.

## MMA-karrierje
Adesanya első profi mérkőzése 2012-ben volt. Előtte rövid amatőr karrierje alatt csak egyszer kapott ki, ahol a még tapasztalatlan Adesanya-t birkózással tudták dominálni. Profi MMA-s ként azóta is veretlen. A következő 5 és fél évben, mielőtt a UFC szerződtette volna, Kínában, Hongkongban és Ausztráliában vívott harcokat, ahol egy 11-0-ás mérleget szedett össze magának. Minden küzdelmét KO/TKO-val nyerte. 

### Ultimate Fighting Championship

#### 2018
2017 decemberében bejelentették, hogy Adesanya a UFC-be szerződött. A debütálása 2018. február 11-én UFC 221-en volt. A harca Rob Wilkinson ellen volt, amit a második menetben TKO-val megnyert. A győzelemmel együtt a “Performance of the Night” díjat is elnyerte.
Adesanya következő harca 2018. április 14-én volt Marvin Vettori ellen a UFC on Fox 29-en.
Megnyerte a küzdelmet megosztott pontozással. Adesanya egyből az oktagonba adott interjúban és később is hangoztatta nemtetszését, hogy valamelyik bíró úgy ítélte, hogy nem ő nyert, ő szerinte domináns győzelem volt. 
Következő harca 2018. július 6-án volt Brad Tavares ellen a The Ultimate Fighter 27 Finale-ön. Ez volt Adesanya első 5 menetes mérkőzése a UFC-ben. Egy egyoldalú mérkőzésen egyhangú pontozással nyert.
Adesanya Derek Brunson-nal küzdött meg 2018. november 3-án a UFC 230-on. Derek Brunson az első menetben folyamatosan próbálta Adesanyat a földre vinni, legtöbbször egy egy lábas leviteli kísérlettel. Adesanya ezt felismerve egy térdessel megsebezte Brunson-t és hamarosan be is fejezte a harcot. Az első menetben nyert TKO-val. A győzelem ismét elnyerte neki a “Performance of the Night” díjat.

#### 2019
2019. február 10-én Adesanya Anderson Silvával mérkőzött a UFC 234-en. Eredetileg nem ez lett volna a gála fő mérkőzése, de egy váratlan sérülés és betegség miatt végül a fő mérkőzés elmaradt és ez került a helyére. A mérkőzés így is csak 3 menetes volt. Adesanya megnyerte küzdelmet egyhangú pontozással. A mérkőzéssel a Fight of the Night díjat is elnyerték. Anderson Silva, aki a sport egyik legendájának számít, Adesanya egyik nagy példaképe is volt egyben. Testfelépítésük és harci stílusok is igazán hasonlónak mondható. 
Adesanya következő mérkőzése Kelvin Gastelum ellen volt 2019. április 13-án a UFC 236-on az ideiglenes középsúlyú bajnoki övért. Nagyon domináns 5 menet után egyhangú pontozással nyerte Adesanya a mérkőzést. Adesanya Gastelumot többszöt is leütötte, a harc végén nagyon közel volt, hogy befejezze ténylegesen csak a menet vége mentette meg a mexikóit.  Ezzel a harccal is elnyerték a Fight of the Night díjat.

## Sikerei, díjai és rekordok

### MMA
- UFC

- ideiglenes középsúlyú bajnok (egyszeres és jelenlegi)
- Performance of the Night (háromszor) vs. Rob Wilkinson, Brad Tavares és Derek Brunson
- Fight of the Night (kétszer) vs. Anderson Silva és Kelvin Gastelum
- Legtöbb leütés a UFC bajnoki harcainak történelmében(4)

- Australian Fighting Championship
  - AFC Middleweight Champion (egyszeres)
- Hex Fighting Series Middleweight
  - Hex Fighting Series Middleweight Champion (egyszeres)

- MMAJunkie.com
  - 2018 Newcomer of the Year
  - 2019 April Fight of the Month vs. Kelvin Gastelum

- MMA Fighting
  - 2018 Breakthrough Fighter of the Year

- CombatPress.com
  - 2018 Breakout Fighter of the Year

- MMADNA.nl
  - 2018 Rising Star of the Year.

- World MMA Awards
  - 2018 Breakthrough Fighter of the Year

### Kickbox
- Glory
  - Glory 34: Denver – Middleweight Contender Tournament Champion
- King in the Ring
  - King in the Ring 86 – The Cruiserweights II Tournament Champion.
  - King in the Ring 86 – The Cruiserweights III Tournament Champion.
  - King in the Ring 100 – The Heavyweights III Tournament Champion.
  - Legtöbb bajnoki öve a King in the Ring történelmében  (3)

## MMA-mérleg
| Profi mérleg összegzése |             |           |
| 20 mérkőzés             | 19 győzelem | 1 vereség |
| Kiütéssel               | 13          | 0         |
| Pontozással             | 4           | 0         |

| Eredmény | Mérleg | Ellenfél            | Módja                     | Esemény                                 | Dátum              | Menet | Idő  | Helyszín                               | Hozzáfűzés                                                         |
| -------- | ------ | ------------------- | ------------------------- | --------------------------------------- | ------------------ | ----- | ---- | -------------------------------------- | ------------------------------------------------------------------ |
| Győzelem | 21-1   | Marvin Vettori      | Pontozás (egyhangú)       | UFC 263                                 |                    | 5     | 5:00 |                                        |                                                                    |
| Vereség  | 20-1   | Jan Blachowicz      | Pontozás (egyhangú)       | UFC 259                                 |                    | 5     | 5:00 |                                        |                                                                    |
| Győzelem | 20-0   | Paulo Costa         | TKO (ütések)              | UFC 253                                 |                    | 2     | 3:59 |                                        |                                                                    |
| Győzelem | 19-0   | Yoel Romero         | Pontozás (egyhangú)       | UFC 248                                 |                    | 5     | 5:00 |                                        |                                                                    |
| Győzelem | 18-0   | Robert Whittaker    | TKO (ütések)              | UFC 243                                 |                    | 2     | 3:33 |                                        |                                                                    |
| Győzelem | 17–0   | Kelvin Gastelum     | Pontozás (egyhangú)       | UFC 236                                 | Április 13, 2019   | 5     | 5:00 | Atlanta, Georgia, United States        | Megnyerte a ideiglene középsúlyú bajnoki övet. Fight of the Night. |
| Győzelem | 16–0   | Anderson Silva      | Pontozás (egyhangú)       | UFC 234                                 | Február 10, 2019   | 3     | 5:00 | Melbourne, Australia                   | Fight of the Night.                                                |
| Győzelem | 15–0   | Derek Brunson       | TKO (térdesek és ütések ) | UFC 230                                 | November 3, 2018   | 1     | 4:51 | New York City, New York, United States | Performance of the Night.                                          |
| Győzelem | 14–0   | Brad Tavares        | Pontozás (egyhangú)       | The Ultimate Fighter: Undefeated Finale | Július 6, 2018     | 5     | 5:00 | Las Vegas, Nevada, United States       | Performance of the Night.                                          |
| Győzelem | 13–0   | Marvin Vettori      | Pontozás (megosztott)     | UFC on Fox: Poirier vs. Gaethje         | Április 14, 2018   | 3     | 5:00 | Glendale, Arizona, United States       |                                                                    |
| Győzelem | 12–0   | Rob Wilkinson       | TKO (ütések)              | UFC 221                                 | Február 11, 2018   | 2     | 3:37 | Perth, Australia                       | Performance of the Night.                                          |
| Győzelem | 11–0   | Stuart Dare         | KO (fej rugás )           | Hex Fighting Series 12                  | November 24, 2017  | 1     | 4:53 | Melbourne, Australia                   | Megnyerte a Hex Fighting Series Middleweight Championship-et.      |
| Győzelem | 10–0   | Melvin Guillard     | TKO (ütések)              | Australia Fighting Championship 20      | Július 28, 2017    | 1     | 4:49 | Melbourne, Australia                   | Megnyerte a AFC Middleweight Championship-et                       |
| Győzelem | 9–0    | Murad Kuramagomedov | TKO (ütések)              | Wu Lin Feng: E.P.I.C. 4                 | Május 28, 2016     | 2     | 1:05 | Henan, China                           |                                                                    |
| Győzelem | 8–0    | Andrew Flores Smith | TKO (ellenfél feladása )  | Glory of Heroes 2                       | Május 7, 2016      | 1     | 5:00 | Shenzhen, China                        |                                                                    |
| Győzelem | 7–0    | Dibir Zagirov       | TKO (ütések)              | Wu Lin Feng: E.P.I.C. 2                 | Március 13, 2016   | 2     | 2:23 | Henan, China                           |                                                                    |
| Győzelem | 6–0    | Vladimir Katykhin   | TKO (orvosi megállítés )  | Wu Lin Feng: E.P.I.C. 1                 | Január 13, 2016    | 2     | N/A  | Henan, China                           |                                                                    |
| Győzelem | 5–0    | Gele Qing           | TKO (könyökösök)          | Wu Lin Feng 2015: New Zealand vs. China | September 19, 2015 | 2     | 3:37 | Auckland, New Zealand                  |                                                                    |
| Győzelem | 4–0    | Maui Tuigamala      | TKO (test rugás )         | Fair Pay Fighting 1                     | Szeptember 5, 2015 | 2     | 1:25 | Auckland, New Zealand                  |                                                                    |
| Győzelem | 3–0    | Kenan Song          | TKO (ütések)              | The Legend of Emei 3                    | Augusztus 8, 2015  | 1     | 1:59 | Shahe, China                           | Catchweight (187 lbs) mérkőzés.                                    |
| Győzelem | 2–0    | John Vake           | TKO (ütések)              | Shuriken MMA: Best of the Best          | Június 15, 2013    | 1     | 4:43 | Auckland, New Zealand                  |                                                                    |
| Győzelem | 1–0    | James Griffiths     | TKO (ütések)              | Supremacy Fighting Championship 9       | Március 24, 2012   | 1     | 2:09 | Auckland, New Zealand                  |                                                                    |

## Kickbox mérleg (nem teljes)
| Dátum                                                                            | Eredmény | Ellenfél         | Esemény                                                           | Helyszín                    | Módja                   | Menet     | Idő       |
| 2017-03-04                                                                       | Vereség  | Alex Pereira     | Glory of Heroes 7                                                 | Sao Paulo, Brazil           | KO (bal horog)          | 3         | 0:42      |
| 2017-01-20                                                                       | Vereség  | Jason Wilnis     | Glory 37: Los Angeles                                             | Los Angeles, California, US | Pontozás (egyhangú)     | 5         | 3:00      |
| A Glory középsúlyú bajoki övért                                                  |          |                  |                                                                   |                             |                         |           |           |
| 2016-10-21                                                                       | Győzelem | Yousri Belgaroui | Glory 34: Denver – Middleweight Contender Tournament Finals       | Broomfield, Colorado, US    | Pontozás (megosztott)   | 3         | 3:00      |
| Megnyeri a Glory 34: Denver – Middleweight Contender Tournament Championship.    |          |                  |                                                                   |                             |                         |           |           |
| 2016-10-21                                                                       | Győzelem | Robert Thomas    | Glory 34: Denver – Middleweight Contender Tournament, Semi Finals | Broomfield, Colorado, US    | Pontozás (egyhangú)     | 3         | 3:00      |
| 2016-10-01                                                                       | Győzelem | Bogdan Stoica    | Glory of Heroes 5                                                 | Zhengzhou, China            | KO (bal test rugás)     | 2         | 1:45      |
| 2016-09-17                                                                       | Győzelem | Romain Falendry  | Rise of Heroes 1                                                  | Chaoyang, Liaoning, China   | Pontozás (egyhangú)     | 3         | 3:00      |
| 2016-08-06                                                                       | Győzelem | Yousri Belgaroui | Glory of Heroes 4 insta patrik_278                                | Changzhi, China             | Pontozás (egyhangú)     | 3         | 3:00      |
| 2016-06-25                                                                       | Győzelem | Vitaly Kodin     | Wu Lin Feng                                                       | China                       | Pontozás (egyhangú)     | 3         | 3:00      |
| 2016-04-02                                                                       | Vereség  | Alex Pereira     | Glory of Heroes 1                                                 | Shenzhen, China             | Pontozás (egyhangú)     | 3         | 3:00      |
| 2016-01-30                                                                       | Győzelem | Carl N'Diaye     | The Legend of Emei 7 – Wenjiang                                   | Wenjiang, China             | KO (bal test horog)     | 1         | 3:00      |
| 2015-10-31                                                                       | Győzelem | Jamie Eades      | King in the Ring 100 – The Heavyweights III, Final                | Auckland, New Zealand       | Pontozás (egyhangú)     | 3         | 3:00      |
| Megnyeri a King in the Ring 100 – The Heavyweights III Tournament Championship.  |          |                  |                                                                   |                             |                         |           |           |
| 2015-10-31                                                                       | Győzelem | Dan Roberts      | King in the Ring 100 – The Heavyweights III, Semi Finals          | Auckland, New Zealand       | KO (ütések)             | 1         | 0:26      |
| 2015-10-31                                                                       | Győzelem | Nase Foai        | King in the Ring 100 – The Heavyweights III, Quarter Finals       | Auckland, New Zealand       | TKO (ütések)            | 2         | Nem tudni |
| 2015-04-11                                                                       | Győzelem | Pati Afoa        | King in the Ring 86 – The Cruiserweights III, Final               | Auckland, New Zealand       | KO (ütések)             | 1         | Nem tudni |
| Megnyeri a King in the Ring 86 – The Cruiserweights III Tournament Championship. |          |                  |                                                                   |                             |                         |           |           |
| 2015-04-11                                                                       | Győzelem | Mark Timms       | King in the Ring 86 – The Cruiserweights III, Semi Finals         | Auckland, New Zealand       | TKO (ütések)            | 2         | Nem tudni |
| 2015-04-11                                                                       | Győzelem | Kim Loudon       | King in the Ring 86 – The Cruiserweights III, Quarter Finals      | Auckland, New Zealand       | TKO (ütések)            | 3         | Nem tudni |
| 2015-02-14                                                                       | Győzelem | Kim Loudon       | Knees of Fury 50                                                  | Adelaide, Australia         | TKO (ütések)            | 4         | Nem tudni |
| 2014-08-30                                                                       | Győzelem | Jamie Eades      | King in the Ring 86 – The Cruiserweights II, Final                | Auckland, New Zealand       | KO (ütések)             | 1         | Nem tudni |
| Megnyeri a King in the Ring 86 – The Cruiserweights II Tournament Championship.  |          |                  |                                                                   |                             |                         |           |           |
| 2014-08-30                                                                       | Győzelem | Pati Afoa        | King in the Ring 86 – The Cruiserweights II, Semi Finals          | Auckland, New Zealand       | KO (ütések)             | Nem tudni | Nem tudni |
| 2014-08-30                                                                       | Győzelem | Slava Alexeichik | King in the Ring 86 – The Cruiserweights II, Quarter Finals       | Auckland, New Zealand       | Pontozás (egyhangú)     | 3         | 3:00      |
| 2014-04-12                                                                       | Vereség  | Filip Verlinden  | Glory 15: Istanbul                                                | Istanbul, Turkey            | Pontozás (egyhangú)     | 3         | 3:00      |
| 2014-02-16                                                                       | Vereség  | Simon Marcus     | Kunlun Fight 2 – 80kg tournament, Semi Finals                     | Zhengzhou, China            | Pontozás (megosztott)   | 4         | 3:00      |
| 2013-11-27                                                                       | Győzelem | Qin Shan         | Wu Lin Feng 2013                                                  | Anyang, China               | TKO (ütések)            | 3         | Nem tudni |
| 2013-0-0                                                                         | Győzelem | Nurla Mulali     | Wu Lin Feng 2013                                                  | Kashi, China                | Pontozás (egyhangú)     | 3         | 3:00      |
| 2012-07-21                                                                       | Győzelem | Niu Xiaoqiang    | Wu Lin Feng 2012                                                  | Auckland, New Zealand       | KO (ütések)             | 3         | Nem tudni |
| 2012-06-23                                                                       | Győzelem | Xu Yi            | Wu Lin Feng 2012                                                  | Foshan, China               | Pontozás (egyhangú)     | 3         | 3:00      |
| 2011-09-24                                                                       | Győzelem | Guo Qiang        | Wu Lin Feng 2011                                                  | Kuala Lumpur, Malaysia      | TKO (bírói megálliítás) | 3         | Nem tudni |

## Box mérleg
| Eredmény | Mérleg | Ellenfél         | Módja               | Menet | Dátum        | Helyszín                                         | Hozzáfűzés |
| -------- | ------ | ---------------- | ------------------- | ----- | ------------ | ------------------------------------------------ | ---------- |
| Győzelem | 5–1    | Zane Hopman      | Egyhangú pontozás   | 3     | 2015 Nov 5   | SkyCity, Auckland, New Zealand                   |            |
| Győzelem | 4–1    | Lance Bryant     | Egyhangú pontozás   | 3     | 2015 Nov 3   | SkyCity, Auckland, New Zealand                   |            |
| Győzelem | 3–1    | Brian Minto      | Megosztott pontozás | 4     | 2015 Márc 28 | Horncastle Arena, Christchurch, New Zealand      |            |
| Győzelem | 2–1    | Lance Bryant     | Többségi pontozás   | 3     | 2015 Márc 28 | Horncastle Arena, Christchurch, New Zealand      |            |
| Győzelem | 1–1    | Asher Derbyshire | KO                  | 2 (3) | 2015 Márc 28 | Horncastle Arena, Christchurch, New Zealand      |            |
| Vereség  | 0–1    | Daniel Ammann    | Egyhangú pontozás   | 3     | 2014 Nov 22  | North Shore Events Centre, Auckland, New Zealand |            |